# Вудбері (Нью-Джерсі)
Вудбері (англ. Woodbury) — місто (англ. city) в США, в окрузі Глостер штату Нью-Джерсі. Населення — 9963 особи (2020).

## Географія
Вудбері розташоване за координатами 39°50′16″ пн. ш. 75°9′6″ зх. д. / 39.83778° пн. ш. 75.15167° зх. д. (39.837906, -75.151530).  За даними Бюро перепису населення США в 2010 році місто мало площу 5,33 км², з яких 5,20 км² — суходіл та 0,13 км² — водойми.

### Клімат
| Клімат : Вудбері      | Клімат : Вудбері | Клімат : Вудбері | Клімат : Вудбері | Клімат : Вудбері | Клімат : Вудбері | Клімат : Вудбері | Клімат : Вудбері | Клімат : Вудбері | Клімат : Вудбері | Клімат : Вудбері | Клімат : Вудбері | Клімат : Вудбері | Клімат : Вудбері |
| Показник              | Січ.             | Лют.             | Бер.             | Квіт.            | Трав.            | Черв.            | Лип.             | Серп.            | Вер.             | Жовт.            | Лист.            | Груд.            | Рік              |
| Середній максимум, °C | 5,0              | 7,2              | 12,2             | 18,3             | 23,3             | 27,8             | 30,6             | 29,4             | 25,6             | 19,4             | 13,9             | 7,8              | 18,4             |
| Середній мінімум, °C  | −4,4             | −3,3             | 0,6              | 5,6              | 11,1             | 16,1             | 19,4             | 18,3             | 14,4             | 7,8              | 3,3              | −1,7             | 7,3              |
| Норма опадів, мм      | 94               | 70               | 104              | 100              | 111              | 97               | 115              | 111              | 104              | 83               | 89               | 89               | 1167             |
| --------------------- | ---------------- | ---------------- | ---------------- | ---------------- | ---------------- | ---------------- | ---------------- | ---------------- | ---------------- | ---------------- | ---------------- | ---------------- | ---------------- |
| Джерело:              |                  |                  |                  |                  |                  |                  |                  |                  |                  |                  |                  |                  |                  |

## Демографія
Згідно з переписом 2010 року, у місті мешкали 10 174 особи в 4088 домогосподарствах у складі 2421 родини. Було 4456 помешкань
Расовий склад населення:
| - 66,0 % — білих - 24,9 % — чорних або афроамериканців - 1,3 % — азіатів - 0,3 % — вихідців з тихоокеанських островів - 0,2 % — корінних американців - 3,2 % — осіб інших рас |

До двох чи більше рас належало 4,1 %. Частка іспаномовних становила 10,7 % від усіх жителів.
За віковим діапазоном населення розподілялося таким чином: 23,5 % — особи молодші 18 років, 62,5 % — особи у віці 18—64 років, 14,0 % — особи у віці 65 років та старші. Медіана віку мешканця становила 37,0 року. На 100 осіб жіночої статі у місті припадало 93,1 чоловіків;  на 100 жінок у віці від 18 років та старших — 90,3 чоловіків також старших 18 років.
Середній дохід на одне домашнє господарство  становив 68 873 долари США (медіана — 51 922), а середній дохід на одну сім'ю — 85 575 доларів (медіана — 75 222). Медіана доходів становила 53 379 доларів для чоловіків та 44 406 доларів для жінок. За межею бідності перебувало 22,0 % осіб, у тому числі 41,2 % дітей у віці до 18 років та 10,7 % осіб у віці 65 років та старших.
Цивільне працевлаштоване населення становило 4829 осіб. Основні галузі зайнятості: освіта, охорона здоров'я та соціальна допомога — 28,2 %, роздрібна торгівля — 14,6 %, науковці, спеціалісти, менеджери — 13,2 %.